# Never Say Goodbye -arigatou-
Singles
1. LOVE -arigatou-
Sortie : 16 avril 2014
2. Do my best!!
Sortie : 13 août 2014
3. REAL / Koi Iro Passion
Sortie : 3 décembre 2014
4. Kimi ga Ite Boku ga Ita / Ai Girl
Sortie : 25 mars 2015
5. Kimi wo Mitsuketa Ano Hi kara Boku no Omoi wa Hitotsu Dake
Sortie : 30 juin 2015
6. Okujō no Sukima Shiroi Sora
Sortie : 5 janvier 2016
7. Vampire
Sortie : 16 décembre 2016

Never Say Goodbye -arigatou- (titré NEVER SAY GOODBYE -arigatou- ; écrit officiellement en écriture l'occidentale) est un album compilation de singles du groupe d'idoles japonaises Rev. from DVL, sorti en mars 2017.

## Membres
Membres crédités sur le single : 
| - Kanna Hashimoto (membre central) : chant principal - Miho Akiyama (sub-leader) : chant principal - Nagisa Shinomiya : chant principal - Miki Washio : chœurs - Hitomi Imai (leader) : chœurs - Yuna Nishioka (sub-leader) : chœurs | - Yukina Hashimoto : chœurs - Nanami Chikaraishi : chœurs - Reina Fujimoto : chœurs - Saki Furusawa : chœurs - Airi Ikematsu ; chœurs (présente seulement sur le 6e et 7e singles, leurs chansons faces B et les nouvelles chansons de l'album) |

Membres non crédités : 
- Nanami Takahashi : chœurs (présente seulement sur les 6 premiers singles et leurs faces B)
- Honami Kōya : chœurs (présente seulement sur les 6 premiers singles et leurs faces B)

## Listes des titres

### Edition normale
| 1.  | LOVE -arigatou-                                                                                       | 1er single                                                                         |  |
| 2.  | Do my best!!                                                                                          | 2e single                                                                          |  |
| 3.  | Real (REAL -リアル-)                                                                                  | chanson co-face A du 3e single                                                     |  |
| 4.  | Kimi ga Ite Boku ga Ita (君がいて僕がいた)                                                            | chanson co-face A du 4e single                                                     |  |
| 5.  | Kimi wo Mitsuketa Ano Hi kara Boku no Omoi wa Hitotsu Dake (君を見つけたあの日から僕の想いは一つだけ) | 5e single                                                                          |  |
| 6.  | Okujō no Sukima Shiroi Sora (屋上のスキマ 白いソラ)                                                   | 6e single                                                                          |  |
| 7.  | Vampire                                                                                               | 7e single                                                                          |  |
| 8.  | Dream Stars                                                                                           | face B du 7e single                                                                |  |
| 9.  | Ai ni Kinshai (逢いにきんしゃい)                                                                      | face B du 1er single                                                               |  |
| 10. | Angel Voice ~Tenshi no Yakusoku~ (…～天使の約束～)                                                    | face B du 1er single (de l'édition WEB)                                            |  |
| 11. | STEP by STEP!                                                                                         | face B du 2e single                                                                |  |
| 12. | Koi no Monster. (恋のMonster.)                                                                        | face B du 3e single (de l'édition "Kanna Hashimoto × Aikatsu! Collaboration ver.") |  |
| 13. | 20's ceremony                                                                                         | face B du 5e single                                                                |  |
| 14. | Samade!!! (マデ!!!)                                                                                   | face B du 5e single (de l'édition WEB)                                             |  |
| 15. | LiVE & Peace                                                                                          | face B du 3e single (de l'édition WEB)                                             |  |
| 16. | Never Say Goodbye                                                                                     | nouvelle chanson                                                                   |  |
| 17. | I Love U                                                                                              | nouvelle chanson                                                                   |  |

| 1. | Vampire (Music Video)                         |  |
| 2. | Never Say Goodbye (Music Video)               |  |
| 3. | Never Say Godbye (Music Video Making Image 1) |  |

### Édition WEB Type A
| 1.  | LOVE -arigatou-                                                                                       | 1er single                                 |  |
| 2.  | Do my best!!                                                                                          | 2e single                                  |  |
| 3.  | Real (REAL -リアル-)                                                                                  | chanson co-face A du 3e single             |  |
| 4.  | Kimi ga Ite Boku ga Ita (君がいて僕がいた)                                                            | chanson co-face A du 4e single             |  |
| 5.  | Kimi wo Mitsuketa Ano Hi kara Boku no Omoi wa Hitotsu Dake (君を見つけたあの日から僕の想いは一つだけ) | 5e single                                  |  |
| 6.  | Okujō no Sukima Shiroi Sora (屋上のスキマ 白いソラ)                                                   | 6e single                                  |  |
| 7.  | Vampire                                                                                               | 7e single                                  |  |
| 8.  | Dream Stars                                                                                           | face B du 7e single                        |  |
| 9.  | Ai ni Kinshai (逢いにきんしゃい)                                                                      | face B du 1er single                       |  |
| 10. | wanna be                                                                                              | face B du 1er single (de l'édition Type B) |  |
| 11. | Eien Puzzle (永遠パズル)                                                                              | face B du 2e single (de l'édition WEB)     |  |
| 12. | Koi Shite Zukkyūn (恋してズッキューン！)                                                              | face B du 2e single (de l'édition Type B)  |  |
| 13. | What a surprise!                                                                                      | face B du 4e single (de l'édition Type A)  |  |
| 14. | Pure My Darling                                                                                       | face B du 5e single (de l'édition WEB)     |  |
| 15. | Ai Girl (愛がーる)                                                                                    | chanson co-face A du 4e single             |  |
| 16. | Never Say Goodbye                                                                                     | nouvelle chanson                           |  |
| 17. | One More Time                                                                                         | nouvelle chanson                           |  |

| 1. | Vampire (Music Video)                         |  |
| 2. | Never Say Goodbye (Music Video)               |  |
| 3. | Never Say Godbye (Music Video Making Image 2) |  |

### Édition WEB Type B
| 1.  | LOVE -arigatou-                                                                                       | 1er single                                  |  |
| 2.  | Do my best!!                                                                                          | 2e single                                   |  |
| 3.  | Real (REAL -リアル-)                                                                                  | chanson co-face A du 3e single              |  |
| 4.  | Kimi ga Ite Boku ga Ita (君がいて僕がいた)                                                            | chanson co-face A du 4e single              |  |
| 5.  | Kimi wo Mitsuketa Ano Hi kara Boku no Omoi wa Hitotsu Dake (君を見つけたあの日から僕の想いは一つだけ) | 5e single                                   |  |
| 6.  | Okujō no Sukima Shiroi Sora (屋上のスキマ 白いソラ)                                                   | 6e single                                   |  |
| 7.  | Vampire                                                                                               | 7e single                                   |  |
| 8.  | Dream Stars                                                                                           | face B du 7e single                         |  |
| 9.  | Ai ni Kinshai (逢いにきんしゃい)                                                                      | face B du 1er single                        |  |
| 10. | Tsukanoma no Kōfuku-ron                                                                               | face B du 3e single (de l'édition "CD+DVD") |  |
| 11. | 50years                                                                                               | face B du 2e single (de l'édition WEB)      |  |
| 12. | Ungaisōten Samurai Tamashii! (雲外蒼天・サムライ魂！)                                                 | face B du 6e single                         |  |
| 13. | Yumemiru Dake Yori (夢見るだけより)                                                                   | face B du 6e single (de l'édition A)        |  |
| 14. | Happy Birthday                                                                                        | face B du 6e single (de l'édition WEB)      |  |
| 15. | Takaramono (宝物)                                                                                     | face B du 4e single (de l'édition WEB)      |  |
| 16. | Never Say Goodbye                                                                                     | nouvelle chanson                            |  |
| 17. | one to 99                                                                                             | nouvelle chanson                            |  |
| 18. | Geki Rare Falllin’ Love ? (激レアフォーリンラブ？)                                                    | nouvelle chanson                            |  |

| 1. | Vampire (Music Video)                         |  |
| 2. | Never Say Goodbye (Music Video)               |  |
| 3. | Never Say Godbye (Music Video Making Image 3) |  |